# Piazza Scossacavalli
La Piazza Scossacavalli, également appelée Piazza di San Clemente, Piazza di Trento, Piazza d'Aragona, Piazza Salviati, était une place de Rome, en Italie, importante pour des raisons historiques et architectoniques. La place a été démolie avec le quartier environnant en 1937 en raison de la construction de la Via della Conciliazione.

## Emplacement
Située dans le rione du Borgo, la place, de forme quadrangulaire, était située entre les deux rues de Borgo Nuovo et de Borgo Vecchio, qui la traversaient tangentiellement, respectivement le long de son côté nord et sud sur environ les deux tiers de leur longueur en direction de la basilique Saint-Pierre. La Piazza Scossacavalli était le centre de la dite spina (le nom dérive de sa ressemblance avec la bande médiane d'un cirque romain, composée de plusieurs blocs allongés dans le sens est-ouest entre le château Saint-Ange et la basilique Saint-Pierre,.

## Dénominations

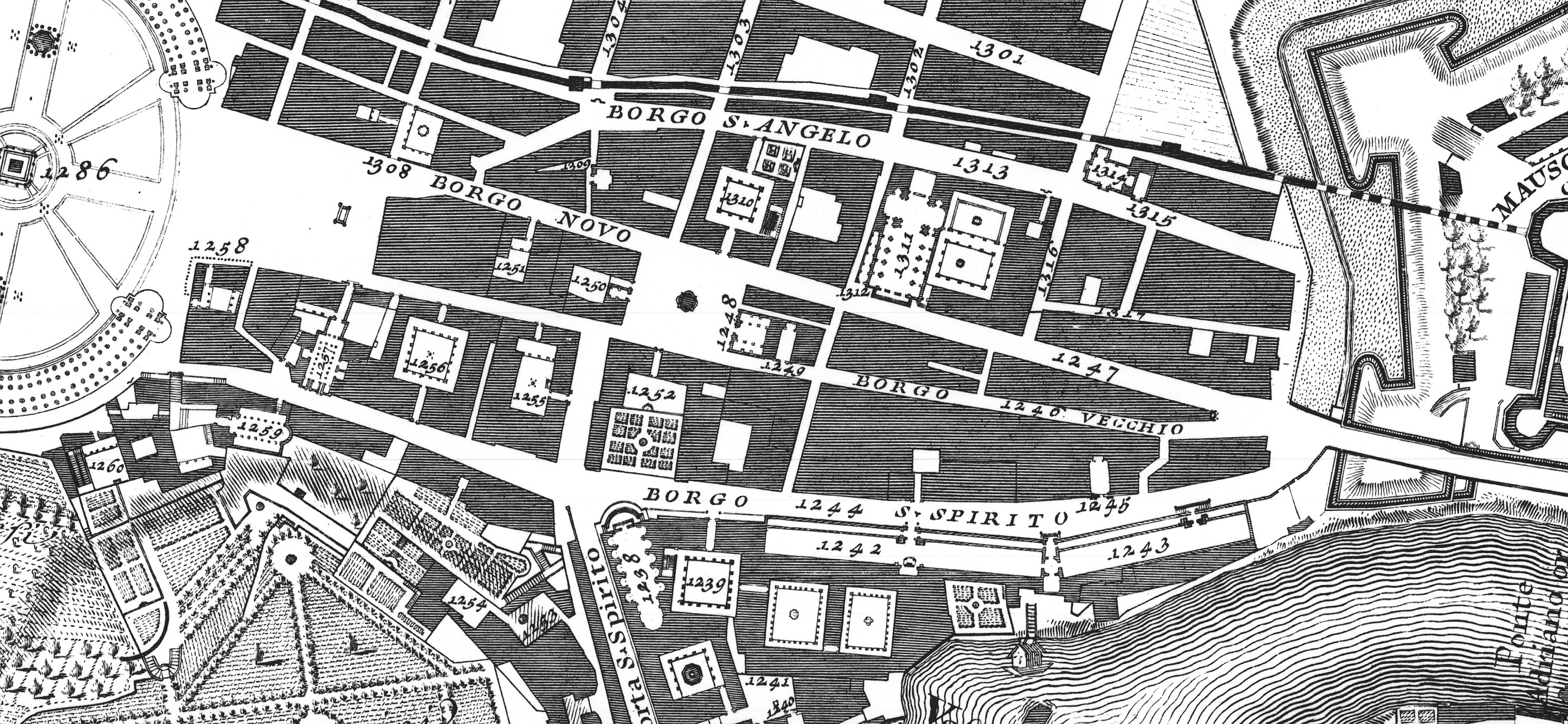
La partie centrale du Borgo avec la spina et la piazza Scossacavalli (au milieu, entre le Borgo Nuovo et le Borgo Vecchio)) dans le plan de Rome par Giambattista Nolli (1748).

Le nom de la place dérive de celui de l'église San Giacomo située sur le côté est de la place qui a donné naissance à une légende : quand Hélène (mère de Constantin) revint de son voyage en Terre Sainte, elle rapporta deux reliques de pierre, une de la présentation de Jésus au Temple et une sur laquelle Abraham lia Isaac. L'impératrice voulait faire don des pierres à l'antique basilique vaticane, mais lorsque le convoi arriva sur le site de la future église, les chevaux (en italien : cavalli) ont refusé d'aller plus loin malgré les pressions (en italien : scossi) exercées,. Une chapelle abritant les pierres a été construite, fondant l'origine du toponyme,. La raison la plus probable du nom est la découverte près de la place, d'une cuisse d'une statue équestre romaine (coxa caballi en latin vulgaire),.
La place carrée a également eu plusieurs autres noms, tous liés à des cardinaux qui étaient locataires ou propriétaires des palais qui l'entouraient (et spécialement le palais Della Rovere) : elle a été nommée Piazza di San Clemente (Domenico della Rovere fut prêtre cardinal de Saint-Clément du-Latran) ; Piazza di Trento (diocèse du cardinal Carlo Gaudenzio Madruzzo, qui acquit en 1609 le palais pour 26 000 écus) ; Piazza d'Aragona (du cardinal Louis d'Aragon, petit-fils naturel du roi Ferdinand Ier de Naples et père de la  courtisane  et poétesse Tullia d'Aragon, qui vécut dans le palais à partir de 1514), ; Piazza Salviati (du cardinal Giovanni Salviati, neveu du pape Léon X, locataire du palais à partir de 1524),,.

## Histoire

### Âge romain et Moyen Âge

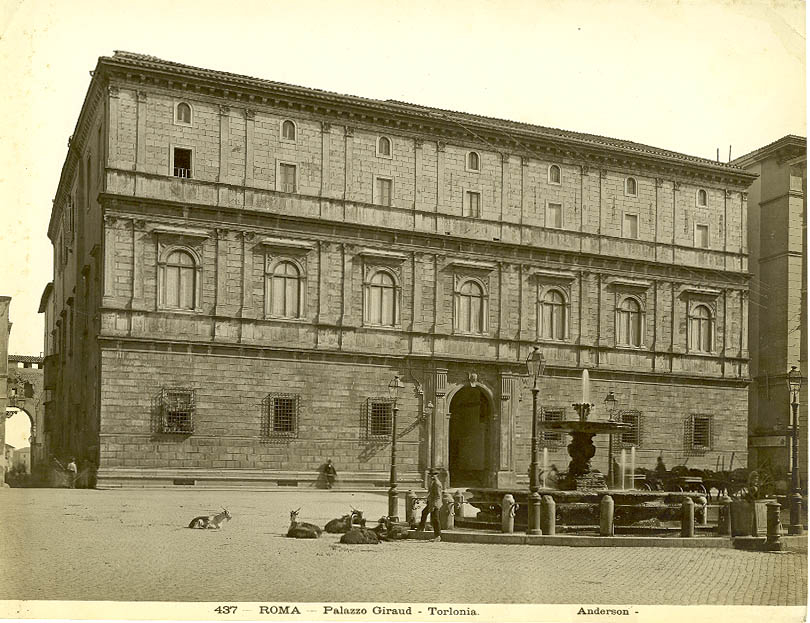
Vue partielle de la place avec le Palazzo Torlonia et la fontaine de Maderno (James Anderson, avant 1859).

À l'époque romaine, le futur rione du Borgo, qui faisait partie de l'ager Vaticanus, était traversé par deux routes : la via Cornelia qui partait du Pont Milvius et, longeant la rive droite du Tibre, atteignait le Mausolée d'Hadrien, et la via Triumphalis, qui traversait le Tibre sur le Pons Neronianus, se dirigeant vers le nord en direction du Monte Mario, puis rejoignait la via Cassia. Beaucoup de savants pensent que les deux routes se croisaient dans un endroit correspondant à la Piazza Scossacavalli,. Au Moyen Âge, la place consistait en un espace ouvert de forme irrégulière entouré de petites maisons et de fours à briques. L'église San Salvatoris de coxa caballi (« Saint-Sauveur de la cuisse de cheval »), plus tard nommée San Salvatore de Bordonia et enfin, en 1250, dédiée à San Giacomo se trouvait le long du côté est.
Le côté nord de l'église était bordé par une impasse se terminant par un potager et le Meta Romuli, une pyramide semblable à celle de Gaius Cestius le long de la via Ostiensis, tandis que le côté sud de la place était traversé par la Carriera Martyrum (le futur Borgo Vecchio). Le long du côté nord de la place, il y avait un champ où les briques étaient mises à sécher. Le cardinal Ardicino della Porta possédait plusieurs maisons et terrains dans ce quartier à la fin du XVe siècle.

### Renaissance

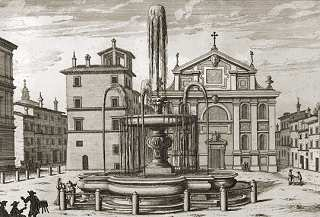
Piazza Scossacavalli avec l'église San Giacomo et la fontaine de Carlo Maderno dans une gravure de Giovanni Battista Falda du XVII.

L'âge d'or de la place commence avec la Renaissance et le pape Sixte IV qui, après avoir embelli les rues du Borgo Santo Spirito et du Borgo Sant'Angelo, promulgue le 1er janvier 1474, une  bulle pontificale accordant de nombreux bénéfices à ceux qui construiraient dans le Borgo des maisons supérieures à sept cannes (15 m). Le premier à profiter de cette loi est le cardinal Domenico della Rovere, neveu du pape, qui dans les deux dernières décennies du XVe siècle fait construire sur le côté sud de la place, le long du Borgo Vecchio (aux nos  139-158), son palais, le palais Della Rovere, obtenant en 1481 du pape l'exemption du paiement de la taxe de censo ; le bâtiment a peut-être été conçu par l'architecte florentin Baccio Pontelli,,.
En 1499, le pape Alexandre VI ouvre pour l'année sainte 1500, la rue qui porte d'abord son nom (via Alessandrina) et plus tard celui de Borgo Nuovo. La nouvelle rue traverse la place le long de son côté nord, et en raison de cela et du croisement parallèle du Borgo Vecchio du côté sud, la piazza Scossacavalli devient le centre névralgique du rione et la jonction entre le Borgo Vecchio, qui est devenu un rue isolée, familière et simple, et le Borgo Nuovo, qui est prestigieux, touristique et très fréquenté. Le pape accorde des privilèges spéciaux, tels que des exonérations fiscales, aux personnes désireuses d'ériger des bâtiments d'au moins cinq cannes (11 m environ) de haut le long de la nouvelle rue. Adriano Castellesi, son trésorier, et plus tard cardinal de Corneto (aujourd'hui Tarquinia), achète en 1504 les parcelles du côté nord de la place, occupées par un jardin potager et plusieurs petites maisons, et y fait ériger (peut-être par Bramante) le palais Giraud-Torlonia, qui suit les contours du palais de la Chancellerie. En 1505, il offre le palais, encore inachevé, à Henri VII d'Angleterre pour en faire l'ambassade d'Angleterre à Rome ; en 1519,  Henri VIII  l'offre au cardinal Lorenzo Campeggio.
Le long du côté ouest de la Piazza Scossacavalli, à l'angle du Borgo Vecchio, se trouve au XVe siècle une maison, propriété de Bartolomeo Zon qui héberge deux reines déchues : Catherine de Bosnie en 1477-1478, et Charlotte de Lusignan. Quelques années plus tard, à l'autre extrémité du côté ouest de la place, à l'angle du Borgo Nuovo, la famille Caprini de Viterbe fait ériger par Bramante sa résidence romaine. Le palais est acheté par Raphaël, qui l'achève, y passe les 3 dernières années de sa vie et y meurt en 1520. Après 1584, après avoir changé plusieurs fois de propriétaires, le palais est acquis par Camilla Peretti, la sœur du pape Sixte V, qui l'achète au nom de son frère pour son petit-neveu, le cardinal Alessandro Peretti di Montalto. Camilla Peretti achète aussi quelques maisons faisant face à la Piazza Scossacavalli et au Borgo Vecchio, permettant au palais d'atteindre sa pleine extension.
Du côté est, peu après 1520, la confrérie du Saint-Sacrement commence à reconstruire l'église San Giacomo, en choisissant comme architecte Antonio da Sangallo le Jeune, mais en raison du manque de fonds, sa façade reste inachevée en 1590 ;  grâce à un héritage, deux ans plus tard, la construction est terminée. L'église est séparée du Borgo Nuovo par une petite ruelle et une maison appartenant à l'Hôpital Santo Spirito situé à proximité ; sous le règne de Sixte IV, elle est longtemps louée par un vaillant condottiere, Andrea della Casa Dennesia.

### Âge baroque et moderne

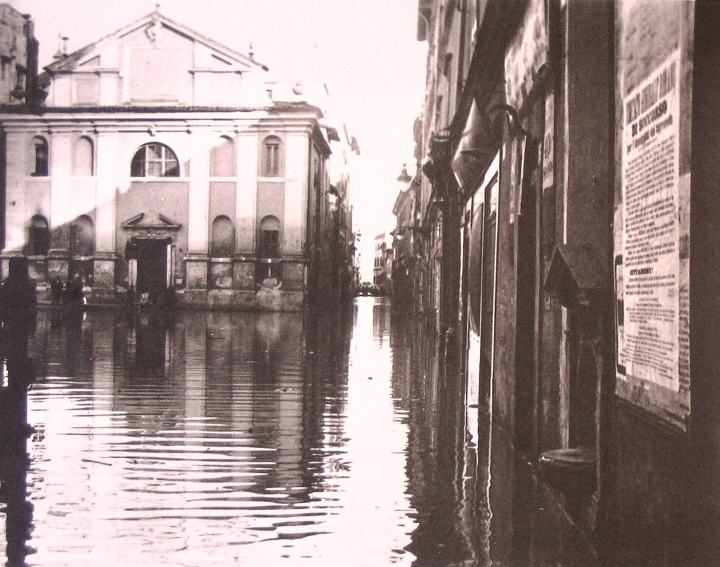
Piazza Scossacavalli et le Borgo Vecchio vers l'est lors de la crue du Tibre le 15 février 1915.

Au début du XVIIe siècle, la Piazza Scossacavalli revêt son aspect définitif, très Cinquecento, qui se maintient jusqu'à sa démolition. En 1614, une fontaine avec un bassin mixtiligne surmonté d'une coupe portant les emblèmes du pape Paul V Borghese (l'aigle et le canard), est érigée par Carlo Maderno (ou Giovanni Vasanzio) au centre de la place. Deux petites fontaines murales en marbre blanc et en Marmo pavonazzetto (it), décorées respectivement de l'aigle et du dragon, et adossées au palais Della Rovere, datent de la même époque. En 1655, sous le règne du pape Alexandre VII, les sacrements de pénitence (penitenzieri) qui avaient lieu à Saint-Pierre, sont transférés dans ce palais, lui donnant son nom moderne. En 1685, le cardinal Girolamo Gastaldi meurt en laissant son palais à l'hospice où sont logés les protestants lors de leur conversion au catholicisme ; pour cette raison, le palais est connu sous le nom de Palazzo dei Convertendi. Le Palazzo Castellesi, après avoir changé plusieurs fois de propriétaires, dont les familles Campeggi, Borghese et Colonna, est acheté en 1720 par le comte Pietro Giraud, puis en 1820 par la famille Torlonia, qui en est toujours propriétaire. Au XIXe siècle, la seule intervention majeure sur la Piazza Scossacavalli est la construction à l'intérieur du Palazzo dei Convertendi d'un oratoire richement décoré dédié à saint Philippe Néri, lequel possède une entrée sur la place.

### Démolition
Dans les années 1930, avec la décision d'ouvrir une grande rue entre le château Saint-Ange et la basilique Saint-Pierre, le sort de la place est scellé : la spina di Borgo, avec la piazza Scossacavalli, est démolie entre le 29 octobre 1936 et le 8 octobre 1937. Parmi les bâtiments qui bordent la place, l'église San Giacomo est démolie en 1937 ; le Palazzo dei Penitenzieri, qui est dans un état délabré, est laissé en place mais subit une lourde restauration en 1949 et fait maintenant face au côté sud de la Via della Conciliazione ; le Palazzo dei Convertendi est démoli mais certains éléments, dont le portail surmonté d'un beau balcon attribué à Carlo Fontana ou Baldassarre Peruzzi, sont réutilisés dans un palais moderne du même nom et érigé le long du côté nord de la Via della Conciliazione ; le palais Giraud-Torlonia est resté intact, étant le seul bâtiment à ne pas être modifié pendant les travaux pour l'ouverture de la nouvelle rue. Ce bâtiment, qui appartient encore aujourd'hui à la famille Torlonia, fait maintenant partie du côté nord de Via della Conciliazione. La fontaine de Carlo Maderno est démontée en 1941 et reste dans le dépôt de la ville jusqu'en 1957, date à laquelle elle est remontée devant l'église Sant'Andrea della Valle (également une œuvre de Maderno), bien que plusieurs parties (dont la coupe supérieure, qui datait de la Rome antique) manquent et ont dû être refaites.
Le souvenir de la place survit dans une petite rue (« via Scossacavalli ») qui relie le Borgo Santo Spirito et la Via della Conciliazione.

## Sources
- (en) Cet article est partiellement ou en totalité issu de l’article de Wikipédia en anglais intitulé « Piazza Scossacavalli » (voir la liste des auteurs).
- (it) Cesare Baronio, Descrizione di Roma moderna, Roma, M.A. and P.A. De Rossi, 1697
- (it) Mariano Borgatti, Borgo e S. Pietro nel 1300 – 1600 – 1925, Roma, Federico Pustet, 1926
- (it) Giuseppe (Ceccarius) Ceccarelli, La "Spina" dei Borghi, Roma, Danesi, 1938
- (it) Ferdinando Castagnoli, Carlo Cecchelli, Gustavo Giovannoni et Mario Zocca, Topografia e urbanistica di Roma, Bologna, Cappelli, 1958
- (it) Sergio Delli, Le Strade di Roma, Roma, Newton & Compton, 1988
- (it) Laura Gigli, Guide rionali di Roma, vol. Borgo (I), Fratelli Palombi Editori, Roma, 1990 (ISSN 0393-2710)
- (it) Laura Gigli, Guide rionali di Roma, vol. Borgo (II), Fratelli Palombi Editori, Roma, 1992 (ISSN 0393-2710)
- (it) Anna Cambedda, La demolizione della Spina dei Borghi, Fratelli Palombi Editori, Roma, 1990
- (it) Leonardo Benevolo, San Pietro e la città di Roma, Laterza, Bari, 2004 (ISBN 8842072362)
- (it) Maria Giulia Aurigemma, Palazzo di Domenico della Rovere, Rome, 2016 (ISBN 978-88-492-3320-9)
- (it) Tania Renzi, Una fontana senza pace: la fontana di piazza Scossacavalli, Rome, 2016 (ISBN 978-88-492-3320-9)